# CJ-10 (projektil)
1. Preusmjeri Nacrt:CJ-10 (projektil)